# There Is Love in You
| Recensione | Giudizio |
| ---------- | -------- |
| AllMusic   |          |
| Pitchfork  | 8.6/10   |
| Ondarock   | 8/10     |
| Slant      |          |

There Is Love in You è il quinto album in studio del musicista britannico Four Tet, pubblicato nel 2010 dalla Domino Records. L'album venne annunciato già nel novembre dell'anno precedente con la pubblicazione del primo singolo estratto: Love Cry. Il lavoro un immediato successo di critica e commerciale, raggiungendo la 35ª posizione fra gli album più venduti nel Regno Unito.
L'album è il primo da solista di Hebden dopo 5 anni di collaborazioni con altri professionisti. Le sonorità sono molto diverse dai precedenti: le tracce sono più essenziali e minimali e, al contrario dei precedenti album, si ha un predominio dei timbri elettronici su quelli acustici.

## Tracce
1. Angel Echoes – 4:00
2. Love Cry – 9:13
3. Circling – 5:18
4. Pablo's Heart – 0:12
5. Sing – 6:49
6. This Unfolds – 7:55
7. Reversing – 2:40
8. Plastic People – 6:34
9. She Just Likes to Fight – 4:34